# Bhatkhola
Bhatkhola (nep. भातखोला) – gaun wikas samiti w zachodniej części Nepalu w strefie Gandaki w dystrykcie Syangja. Według nepalskiego spisu powszechnego z 2001 roku liczył on 471 gospodarstw domowych i 2086 mieszkańców (1193 kobiet i 893 mężczyzn).